# Karl von Kraewel (General, 1814)

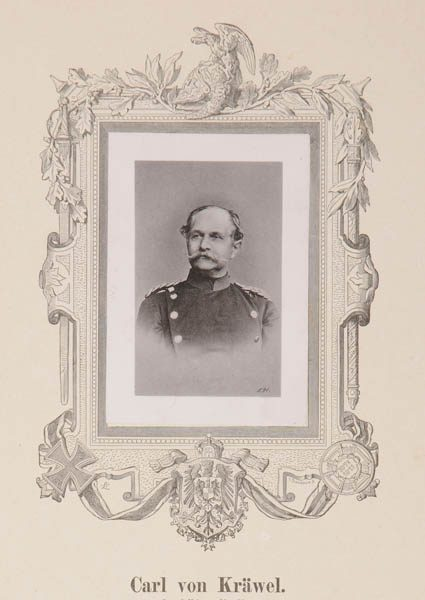
Karl Christian Ferdinand von Kraewel (1814–1891)

Karl Christian Ferdinand von Kraewel (* 22. Januar 1814 in Neiße; † 20. September 1891 in Friedrichshagen) war ein preußischer Generalmajor.

## Leben

### Herkunft
Karl war Angehöriger des preußischen Adelsgeschlecht von Kraewel, sowie ein Sohn des am 13. Mai 1826 in den erblichen preußischen Adelsstand erhobenen Artillerieoffiziers Friedrich von Kraewel (1776–1841) und dessen erster Ehefrau Karoline, geborene Woltersdorf (1784–1848). Die Ehe wurde  1814 geschieden. Sie heiratete  1814 den späteren General Ferdinand von Stosch (1784–1857) und bekam mit ihm zwischen 1815 und 1828 sieben Kinder, darunter den späteren General Albrecht von Stosch (1818–1896).

### Leben
Kraewel besuchte das Berliner Kadettenhaus und trat anschließend am 10. August 1831 als aggregierter Sekondeleutnant in die Garde-Artillerie-Brigade der Preußischen Armee ein. Zur weiteren Ausbildung absolvierte er von Oktober 1831 bis Juli 1833 die Vereinigte Artillerie- und Ingenieurschule und wurde Ende Dezember 1833 über den Etat einrangiert. Von 1839 bis 1841 war er als Brigadeadjutant tätig und avancierte Mitte Dezember 1843 zum Premierleutnant.
Als in Berlin im Zuge der Märzrevolution Barrikaden errichtet wurden, ritt Kraewel am 18. März 1848 von seiner Wohnung zur Kaserne. Am Oranienburger Tor wurde er an einer Barrikade gestoppt, aber auf den Hinweis, dass er seinen Dienst antreten muss, durchgelassen. In der Kaserne erhielt er nun den Befehl Munition zu holen, die aber vor dem Tor gelagert wurde. Anschließend führte er vier Wagen ohne Bedeckung in Richtung Kaserne, als der Zug aufgehalten wurde. Aus der Menge wurde ein Stein geworfen, der Kraewel am Mund traf, sodass er vom Pferd fiel. Der Wachhabende der Kaserne bemerkt den Zwischenfall und der ließ eine Kanone in Richtung der Menge schießen, die daraufhin auseinander stob. Der verletzte Kraewel und der Konvoi wurden in die Kaserne gebracht. Der Stein hatte ihm die meisten Zähne ausgeschlagen und Ober- und Unterkiefer verletzt. Er kehrte zunächst in seine Wohnung zurück, wollte dann aber wieder in die Kaserne. Als er sich auf die Straße begab, wollte sich eine Menge auf ihn stürzen. Ein in seinem Haus wohnender Zeichenlehrer beruhigte die Menge und schickte ihn zurück ins Bett, wo sich anschließend ein Arzt um Kraewel kümmerte.
Am 11. September 1849 wurde er in die 6. Artillerie-Brigade versetzt, wo er Ende Februar 1850 zum Hauptmann und Batteriechef aufstieg. Am 22. Januar 1852 erfolgte seine Rückversetzung in das Garde-Artillerie-Regiment und Ende Mai 1852 unter Stellung à la suite als Adjutant der Generalinspektion der Artillerie kommandiert. Ab dem 16. September 1852 fungierte Kraewel als persönlicher Adjutant des Prinzen Adalbert von Preußen und wurde am 12. Oktober 1854 unter Belassung in dieser Stellung mit Patent vom 10. November 1849 wieder in das Garde-Artillerie-Regiment einrangiert. Er erhielt am 1. Dezember 1854 das Ritterkreuz des Oldenburgischen Haus- und Verdienstordens des Herzogs Peter Friedrich Ludwig und wurde am 3. Juni 1856 als Major ohne Patent der Adjutantur aggregiert. Mit dem Patent seines Dienstgrade schloss sich Mitte März 1857 eine Verwendung als Abteilungskommandeur im 5. Artillerie-Regiment in Sagan an. In dieser Stellung avancierte Kraewel bis Ende März 1863 zum Oberst und bei seiner Verabschiedung aus der Stadt erhielt er die Ehrenbürgerwürde. Er trat daraufhin am 25. Juni 1864 sein Kommando als Kommandeur des Brandenburgischen Feldartillerie-Regiments Nr. 3 in Berlin an.
Während des Krieges gegen Dänemark war Kraewel mit der Führung des mobilen kombinierten Feldartillerie-Regiments beauftragt. Nach der Demobilisierung kehrte er in seine Friedensstellung zurück und war ab Ende Oktober zugleich auch als stimmführendes Mitglied des General-Artillerie-Komitees tätig. Unter Stellung à la suite seines Regiments erfolgte am 19. Mai 1866 seine Versetzung nach Posen als Kommandeur der 5. Artillerie-Brigade. Im Krieg gegen Österreich führte Kraewel die Artillerie des V. Armee-Korps unter General von Steinmetz in den Kämpfen bei Nachod, Skalitz, Schweinschädel, Gradlitz und Königgrätz. Für sein Wirken wurde er mit dem Roten Adlerorden II. Klasse mit Eichenlaub und Schwertern ausgezeichnet und am 31. Dezember 1866 mit Patent vom 30. Oktober 1866 zum Generalmajor befördert. Unter Verleihung des Sterns zum Roten Adlerorden II. Klasse mit Eichenlaub und Schwertern nahm Kraewel am 16. Oktober 1869 auf eigenen Wunsch seinen Abschied mit Pension.
Er kauft das Gut Glowno bei Posen und wollte dort seinen Lebensabend verbringen. Aus finanziellen Gründen musste der dieses Gut aber wieder verkaufen.
Für die Dauer der Mobilmachung anlässlich des Krieges gegen Frankreich wurde Kraewel als Kommandant der Festung Posen wiederverwendet und erhielt nach dem Friedensschluss den Kronen-Orden II. Klasse.
Er starb am 20. September 1891 in Friedrichshagen bei Berlin.

### Familie
Kraewel heiratete am 8. November 1850 in Ratibor Maria Gräfin Strachwitz von Groß-Zauche und Camminetz (1826–1907). Das Paar hatte mehrere Kinder:
- Elisabeth (* 1851) ⚭ Franz Rudolf Karl von Struensee (1834–1888), preußischer Generalmajor und Sohn von Gustav von Struensee[1]
- Christian (* 1853), Lehrer an der Marieneingenieurschule ⚭ Emilie Fahrenholz (* 1864)
- Anna (* 1855)
- Karl (1858–1921), preußischer Generalmajor ⚭ Gertrud Fränkel (* 1861)
- Richard (1861–1943), preußischer General der Infanterie ⚭ 1886 Magarethe Stenzler (1864–1940)